# Ruzena Bajcsy

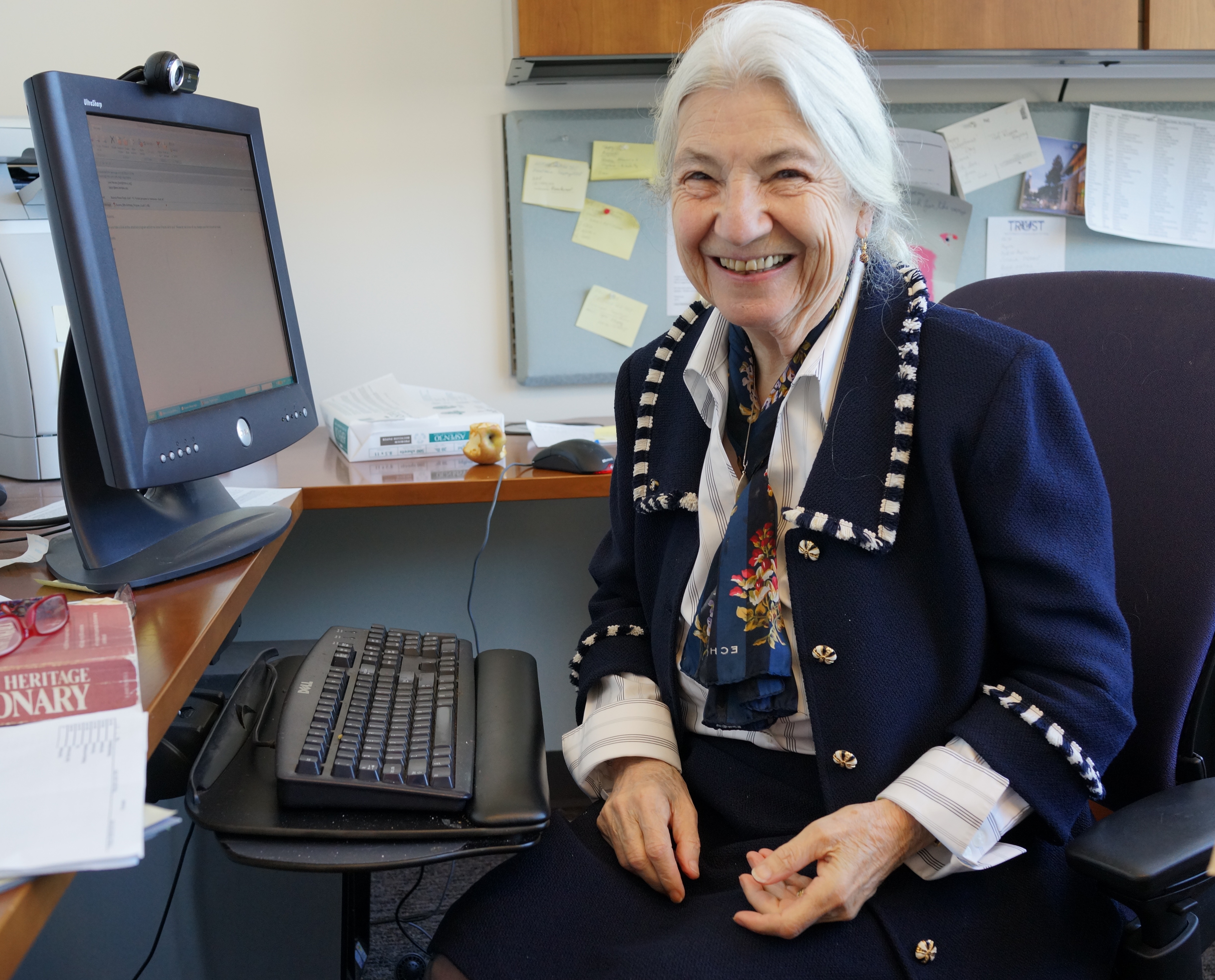
Ruzena Bajcsy, 2013

Ruzena Kucera Bajcsy, geb. Ružena Kučerová (slowakisch Ružena Kučerová Bajcsyová; * 28. Mai 1933 in Bratislava, Tschechoslowakei) ist eine US-amerikanische Informatikerin.

## Leben und Wirken
Bajcsy stammt aus einer jüdischen Familie und wuchs mit ihrer Schwester als Waise auf, da die meisten Verwandten im Holocaust starben. Sie wurde 1967 an der Slowakischen Technischen Universität in Bratislava in Elektrotechnik promoviert, war dort 1964 bis 1967 Assistenzprofessor und wurde 1972 an der Stanford University bei John McCarthy in Informatik promoviert (Computer Identification of Textured Visual Scenes).   Ab 1972 war sie Assistant Professor, ab 1977 Associate Professor und ab 1984 Professor an der University of Pennsylvania und stand dort 1985 bis 1990 der Fakultät für Informatik vor und war ab 1985 Direktorin des  von ihr 1978 gegründeten General Robotics Active Sensory Perception Lab (GRASP, General Robotics and Active Perception). Dort arbeiteten Elektrotechniker, Maschinenbauer, Informatiker und Kognitionswissenschaftler interdisziplinär zusammen. Sie ist Professorin für Informatik  an der University of California, Berkeley, und war dort 2001 bis 2005 Direktorin des  Center for Information Technology Research in the Interest of Science (CITRIS). Sie ist auch in der School of Medicine und am Neuroscience Institute der University of Pennsylvania.
Sie war Gastwissenschaftlerin in Kopenhagen, an der Queen’s University (Kingston), in Pisa und Japan. Außerdem leitete sie 1998 bis 2001 das Direktorat Computer and Information Science and Engineering (CISE) der National Science Foundation.
Sie befasst sich mit Künstlicher Intelligenz und Kognitionswissenschaft, Robotik, Computersehen, Mustererkennung und Bildverarbeitung in der Medizin (zum Beispiel bei Computertomographie-Bildern). In einem Interview bezeichnete sie ihre wichtigste Arbeit als das Konzept der Active Perception ab den 1980er Jahren, der Kombination von Signalverarbeitung und Regelungstechnik. Sie setzte dabei nach eigenen Worten das Motto des Psychologen James J. Gibson wir sehen nicht nur, wir beobachten, wir berühren nicht nur, wir fühlen (we do not only see, we look; we do not only touch, but we feel) im Ingenieurwesen um, insbesondere mit dem Ziel des Baus autonomer Roboter.
Sie ist Mitglied der National Academy of Engineering, der American Academy of Arts and Sciences, des Institute of Medicine der National Academy of Science und seit 2005 der American Philosophical Society. Sie ist Fellow der Association for Computing Machinery, der IEEE und der AAAI.

## Auszeichnungen
2001 erhielt sie den ACM-AAAI Allen Newell Award (für herausragende Forschungsbeiträge in mehreren Gebieten einschließlich algorithmische Anatomie, aktive Sensoren und Wahrnehmung, die einen großen Einfluss in Computersehen, Robotik und Künstlicher Intelligenz hatten), 2009 die Benjamin Franklin Medal für Informatik und Kognitionswissenschaft und 2013 den IEEE Robotics and Automation Award. Außerdem erhielt sie den von Neumann Award der IEEE. Sie ist Ehrendoktorin der Universität Ljubljana.